# Schönbrunn (Baden)
Schönbrunn este o comună din landul Baden-Württemberg, Germania. Se află la o altitudine de 398 m deasupra nivelului mării. Are o suprafață de 34,47 km². Populația este de 2.920 locuitori, determinată în 31 decembrie 2023, prin actualizare statistică[*].